# Sarcophaga trinubecula
Sarcophaga trinubecula är en tvåvingeart som först beskrevs av Malloch 1928.  Sarcophaga trinubecula ingår i släktet Sarcophaga och familjen köttflugor.
Artens utbredningsområde är Uganda. Inga underarter finns listade i Catalogue of Life.